# Жульєн де Сарт
Жульєн де Сарт (фр. Julien de Sart, нар. 23 грудня 1994, Варем) — бельгійський футболіст, півзахисник клубу «Гент».
Виступав, зокрема, за клуб «Стандард» (Льєж), а також молодіжну збірну Бельгії.

## Клубна кар'єра
Вихованець футбольної школи клубу «Стандард» (Льєж). Дорослу футбольну кар'єру розпочав 2013 року в основній команді того ж клубу, в якій провів три сезони, взявши участь у 47 матчах чемпіонату.
На початку 2016 року перейшов до представника Чемпіонату Футбольної ліги «Мідлсбро». Провівівши за цю команду лише декілька ігор протягом року, у січні 2017 був відданий в оренду до «Дербі Каунті», а ще за півроку — до бельгійського  «Зюлте-Варегема».
У серпні 2018 року повернувся на батьківщину вже на умовах повноцінного контракту, приєднавшись до «Кортрейка», а за три роки став гравцем «Гента».

## Виступи за збірні
2010 року дебютував у складі юнацької збірної Бельгії (U-16), загалом на юнацькому рівні взяв участь у 18 іграх, відзначившись одним забитим голом.
Протягом 2014–2016 років залучався до складу молодіжної збірної Бельгії. На молодіжному рівні зіграв у 9 офіційних матчах, забив 1 гол.

## Титули і досягнення
- Володар Кубка Бельгії (1):

«Гент»: 2021–22

## Статистика виступів

### Статистика клубних виступів
Станом на 8 травня 2018
| Сезон                       | Команда                     | Чемпіонат                   | Чемпіонат | Чемпіонат | Національний кубок | Національний кубок | Національний кубок | Континентальні кубки | Континентальні кубки | Континентальні кубки | Інші змагання | Інші змагання | Інші змагання | Усього | Усього |
| Сезон                       | Команда                     | Ліга                        | Ігор      | Голів     | Ліга               | Ігор               | Голів              | Ліга                 | Ігор                 | Голів                | Ліга          | Ігор          | Голів         | Ігор   | Голів  |
| --------------------------- | --------------------------- | --------------------------- | --------- | --------- | ------------------ | ------------------ | ------------------ | -------------------- | -------------------- | -------------------- | ------------- | ------------- | ------------- | ------ | ------ |
| 2013–14                     | «Стандард» (Льєж)           | Д1                          | 16+8      | 2         | КБ                 | 2                  | 0                  | ЛЄ                   | 3                    | 0                    | -             | -             | -             | 29     | 2      |
| 2014–15                     | «Стандард» (Льєж)           | Д1                          | 19+7      | 1         | КБ                 | 1                  | 0                  | ЛЧ+ЛЄ                | 0+3                  | 0                    | -             | -             | -             | 30     | 1      |
| 2015-січ. 2016              | «Стандард» (Льєж)           | Д1                          | 12        | 0         | КБ                 | 1                  | 0                  | ЛЄ                   | 2                    | 0                    | -             | -             | -             | 15     | 0      |
| Усього за «Стандард» (Льєж) | Усього за «Стандард» (Льєж) | Усього за «Стандард» (Льєж) | 47+15     | 3         |                    | 4                  | 0                  |                      | 8                    | 0                    |               | -             | -             | 74     | 3      |
| січ.-черв. 2016             | «Мідлсбро»                  | ЧФЛ                         | 2         | 0         | КА+КЛ              | -                  | -                  | -                    | -                    | -                    | -             | -             | -             | 2      | 0      |
| 2016-січ. 2017              | «Мідлсбро»                  | ПЛ                          | 0         | 0         | КА+КЛ              | 0+1                | 0                  | -                    | -                    | -                    | -             | -             | -             | 1      | 0      |
| Усього за «Мідлсбро»        | Усього за «Мідлсбро»        | Усього за «Мідлсбро»        | 2         | 0         |                    | 1                  | 0                  |                      | -                    | -                    |               | -             | -             | 3      | 0      |
| січ.-черв. 2017             | «Дербі Каунті»              | ЧФЛ                         | 9         | 1         | КА+КЛ              | 2+0                | 0                  | -                    | -                    | -                    | -             | -             | -             | 11     | 1      |
| 2017–18                     | «Зюлте-Варегем»             | Д1                          | 22+10     | 0         | КБ                 | 2                  | 0                  | ЛЄ                   | 5                    | 0                    | СБ            | 1             | 0             | 40     | 0      |
| Усього за кар'єру           | Усього за кар'єру           | Усього за кар'єру           | 105       | 4         |                    | 9                  | 0                  |                      | 13                   | 0                    |               | 1             | 0             | 128    | 4      |